# 싱글 콜렉션+ 하치포치
《싱글 콜렉션+ 하치포치》(シングルコレクション+ ハチポチ)는 사카모토 마아야의 첫 번째 베스트 앨범이다.

## 해설
- 정규 음반에 미수록된 싱글곡을 중심으로 하고 있다. 그러나, 네 번째 싱글인 〈달리기〉의 싱글 버전은, 여전히 미수록된 상태다.

## 수록곡
1. 약속은 필요없어(約束はいらない)
TV 애니메이션 《천공의 에스카플로네》 여는 노래
2. 친구(ともだち)
TV 애니메이션 《천공의 에스카플로네》 삽입곡
3. 우리들의 역사(ボクらの歴史)
라디오 드라마 《CLAMP 학원탐정단》 테마 송
4. Gift
TV 애니메이션 《CLAMP 학원탐정단》 닫는 노래
5. 너를 만나러 갈래(君に会いにいこう)
6. 빛속으로 (光の中へ)
TV 애니메이션 《천공의 에스카플로네》 이미지 송
7. light of love
TV 애니메이션 《브레인 파워드》 이미지 송
8. 기적의 바다(奇跡の海)
TV 애니메이션 《로도스도 전기-영웅기사전-》 여는 노래
9. Active Heart
10. 파일럿(パイロット)
11. 플라티나(プラチナ)
TV 애니메이션 《카드캡터 사쿠라》(3기)의 여는 노래
12. 24(twenty-four)
13. 연인에 대해(恋人について)
14. 주머니를 비우고(ポケットを空にして)
TV 애니메이션 《천공의 에스카플로네》 이미지 송
15. CALL YOUR NAME
라디오 드라마 《에스카플로네~프롤로그~》 테마 송

## 스탭
- 작사: 이와사토 유호(1~9,11,14)·사카모토 마아야(10,15)·소메야 가즈미(12)·구보타 요지(13)
- 작곡·편곡·프로듀스: 칸노 요코(전곡)